# Droits de l'homme au Royaume-Uni
Pour des articles plus généraux, voir Droit britannique et droits de l'homme.

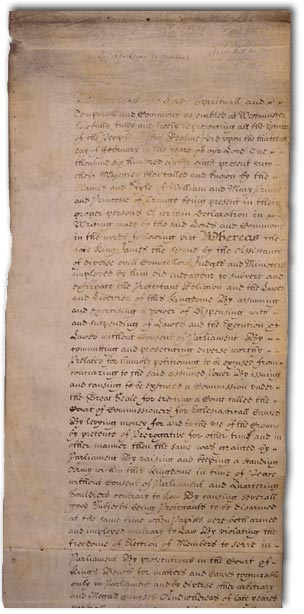
Image des droits de l’homme au Royaume-Uni 1689

Les droits de l'homme au Royaume-Uni sont garantis par un certain nombre de conventions internationales. L'Habeas Corpus (1679) est l'un des plus anciens textes juridiques garantissant le respect des libertés civiles. Le Human Rights Act de 1998 a permis de porter des recours devant les tribunaux britanniques sur le fondement de violations de la Convention européenne des droits de l'homme (CEDH), donnant une portée effective à celle-ci dans l'ordre interne.

## Peine capitale
Voir Catégorie:Exécution capitale en Grande-Bretagne.
La peine capitale a été abolie par le Human Rights Act de 1998, qui transposait en droit interne la CEDH, bien que cela ne fût pas requis par la CEDH. La dernière exécution avait eu lieu en 1964.

## Détention arbitraire
Le Police and Criminal Evidence Act de 1984 (en) (PACE) autorise la détention sans inculpation pendant une durée de 4 jours (la durée antérieure était limitée à 24 heures). Avec le Terrorism Act de 2000, cette durée est étendue à une semaine. À la suite des attentats du 11 septembre, le gouvernement de Tony Blair promulgue le Anti-terrorism, Crime and Security Act de 2001 (en), qui permet la détention indéfinie (sans limite aucune de durée) pour toute personne de nationalité étrangère « soupçonnée » d'acte terroriste. Des étrangers détenus en vertu de cette loi d'exception portent un recours devant la Chambre des lords (A and Others v Secretary of State for the Home Department (en)), puis devant la Cour européenne des droits de l'homme, qui est examiné en février 2009 (cf. infra). Le projet de Counter-Terrorism Act de 2008 (en) prévoit d'augmenter la durée de détention sans inculpation (pour citoyens britanniques compris et hors terrorisme) à 42 jours; cette disposition est abandonnée (le conservateur David Davis démissionne alors de son siège de député en protestation contre cette mesure). La loi autorise aussi la police à prélever et enregistrer les empreintes digitales et l'ADN des personnes sujettes à un control order (en), mesure administrative de détention autorisée par le Prevention of Terrorism Act de 2005 (PETA), elle-même réponse directe à l'arrêt des Lords dans A and Others v. Secretary of State for the Home Department.

## Jugements de la Cour européenne des droits de l'homme
En 2004, la Cour européenne des droits de l'homme avait condamné à 130 reprises la Grande-Bretagne pour des violations envers la Convention européenne des droits de l'homme .

### Article 3 de la CEDH
- 1989, Soering contre Royaume-Uni: si le processus judiciaire de la Virginie (États-Unis) aboutissant à la peine capitale est acceptable selon les standards démocratiques de justice, l'attente dans le « couloir de la mort » lui-même constitue un traitement inhumain et dégradant[2]. Cet arrêt a été suivi depuis par de nombreux autres, tandis que la CEDH était imitée par d'autres juridictions, étant au principe selon lequel l'extradition peut être refusée en cas d'absence de garanties que la peine de mort ne sera pas appliquée[2].
- 27 mai 2008: N. c. Royaume-Uni (Req. n°26565/05). Ne constitue pas un traitement inhumain et dégradant, le fait pour un État, après avoir rejeté la demande d'asile, d'expulser une personne atteinte d'une grave maladie, même si cette dernière est susceptible de provoquer souffrances, douleur, et de réduire l'espérance de vie de l'intéressé compte tenu de la quasi-impossibilité d'obtenir le traitement médical approprié dans le pays d'origine [3].
- 19 février 2009: A. et autres c. Royaume-Uni (Gr. Ch., req. n° 3455/05): selon la Cour, la situation des requérants (non britanniques), placés en détention sans limites de temps sur la base de la loi relative à la sécurité et à la lutte contre la criminalité et le terrorisme (en) de novembre 2001, n'a « pas atteint le seuil de gravité élevé à partir duquel un traitement peut passer pour inhumain ou dégradant » (§ 134) [4].

## Surveillance et vie privée (art. 8 de la CEDH et droit interne)
Dans l'arrêt Malone c. Royaume-Uni (1984), la Cour européenne des droits de l'homme a jugé que les écoutes téléphoniques violaient la Convention, n'ayant pas été autorisées de manière claire par la loi. La Cour considère en effet:
«  La loi doit être compatible avec la prééminence du droit, mentionnée dans le préambule de la Convention (...). Il implique ainsi – et cela ressort de l'objet et du but de l'article 8 – que le droit interne doit offrir une certaine protection contre des atteintes arbitraires de la puissance publique aux droits garantis par le paragraphe 1 (...). Or le danger d'arbitraire apparaît avec une netteté singulière là où un pouvoir de l'exécutif s'exerce en secret (...).

(...) Puisque l'application de mesures de surveillance secrète des communications échappe au contrôle des intéressés comme du public, la « loi » irait à l'encontre de la prééminence du droit si le pouvoir d'appréciation accordé à l'exécutif ne connaissait pas de limites. En conséquence, elle doit définir l'étendue et les modalités d'exercice d'un tel pouvoir avec une netteté suffisante – compte tenu du but légitime poursuivi – pour fournir à l'individu une protection adéquate contre l'arbitraire. »
C'est à la suite de cet arrêt que le gouvernement de Margaret Thatcher a promulgué le Interception of Communications Act de 1985 (en), afin de rendre publiques les conditions légales dans lesquelles ces interceptions s'effectuaient (cf. en comparaison CRISTINA). Des lois ultérieures ont complété celle-ci (Intelligence Services Act de 1994 (en), Police Act de 1995, puis Regulation of Investigatory Powers Act 2000).

### Interceptions de communications (Liberty et d'autres ONG contre le Royaume-Uni)
La Cour européenne des droits de l'homme a donné gain de cause, le 1er juillet 2008, aux ONG Liberty Human Rights, le British Irish Rights Watch et le Irish Council for Civil Liberties, qui avaient porté plainte contre le Royaume-Uni et l'Irlande du Nord, en 2000, à la suite de l'interception illégale de communications terrestres par l'agence de renseignement GCHQ, de 1990 à 1998,.. Le GCHQ interceptait toutes les communications terrestres (fax, emails, télex et communications informatiques) entrant et sortant de la République irlandaise via la tour de Capenhurst, située dans une centrale nucléaire et fonctionnant 24 heures sur 24. Outre des informations sur le terrorisme, la tour de Capenhurst servait à l'espionnage économique ainsi qu'à l'interception des communications diplomatiques de l'Irlande et des communications personnelles de résidents irlandais notables, à l'aide de listes ciblées de numéros de téléphone ou de systèmes de reconnaissance vocale.
Les ONG affirmaient que leur droit à la vie privée, garanti par l'article 8 de la Convention européenne des droits de l'homme, avait été violé, notamment du fait d'imprécisions dans la formulation de la loi de 1985 régulant les interceptions de communications (Interception of Communications Act 1985) .

### Contrôles d'identité
- 12 janvier 2010, Gillan et Quinton c. Royaume-Uni (n° 4158/05): condamnation du Royaume-Uni pour violation de l'art. 8 et critique de l'art. 44 du Terrorism Act de 2000, permettant d'élargir les possibilités de contrôles stop and search (en), comparables aux contrôles d'identité sur réquisition du procureur (mais avec moins de limites).

## Opération Ore
Selon le journaliste Duncan Campbell, de nombreuses erreurs judiciaires ont été commises lors de l'Opération Ore, destinée à lutter contre la pédopornographie. Campbell a révélé, en 2005, comment « des preuves informatiques [qui] ont été utilisées contre 7 272 personnes au Royaume-Uni, accusées d'être des pédophiles, étaient fondées sur des contre-vérités [falsehoods]. » ,.